# Cosmorhoe argentilineata
Cosmorhoe argentilineata là một loài bướm đêm trong họ Geometridae.